# Neidalia orientalis
Neidalia orientalis är en fjärilsart som beskrevs av Rothschild 1933. Neidalia orientalis ingår i släktet Neidalia och familjen björnspinnare. Inga underarter finns listade i Catalogue of Life.